# リン化ネプツニウム(IV)
リン化ネプツニウム(IV)(Neptunium(IV) phosphide)は、ネプツニウムとリンからなる化学式Np3P4の二元無機化合物である。

## 合成
化学量論量のネプツニウムと赤リンを脱気密閉された石英管内で750℃で反応させることで合成される。
3Np + 4P  →  Np
3P
4

## 物理的性質
リン化トリウム(IV)と同形の空間群I 43dの立方晶系の黒色結晶を作る。
水には溶解しない。

## 化学的性質
濃塩酸と反応して、緑色の溶液となる。
Np
3P
4 + 12HCl  →  3NpCl
4 + 4PH
3